# Anahí

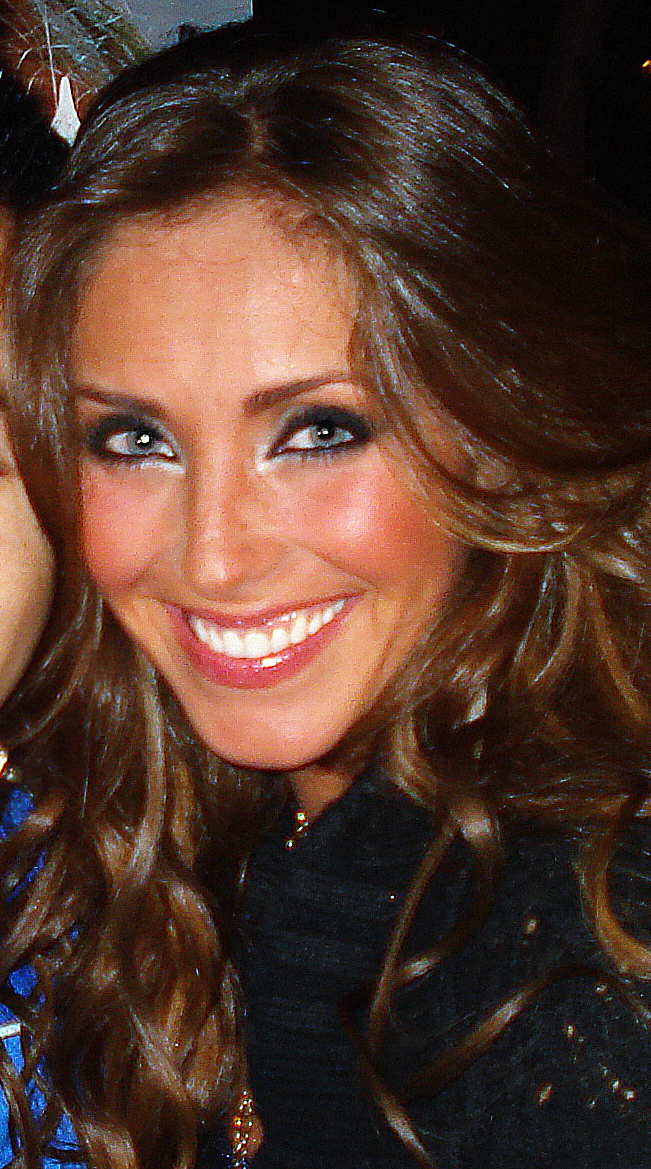
Anahí (2009)

Anahí, mit vollem Namen Anahí Giovanna Puente Portilla, (* 14. Mai 1983) ist eine mexikanische Schauspielerin und Sängerin.

## Leben

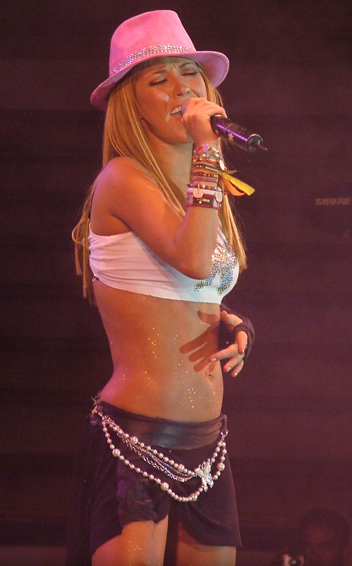
Anahí in Tijuana (2009)

Anahí ist eine Tochter von Enrique Puente und Marichelo Portilla. Ihre ältere Schwester Marichelo (* 1978) ist ebenfalls Schauspielerin.
Anahí war für mehrere Jahre das Werbegesicht für einen Softdrink. Ihr Song „Te Doy Un Besito“ ist verwendet worden, um das tägliche Kinderfernsehen bei Channel 5 in Mexiko zu beenden. Außerdem wirkte sie in Filmen wie „Nacidos Para Morir“ oder „Había Una Vez Una Estrella“ mit. Danach trat sie in den TV-Shows „Chiquillada“, „Mujer Casos De La Vida Real“, „Hora Marcada“, „La Telaraña“ auf.
Sie war Darstellerin in der zweiten Staffel von „Clase 406“, wobei sie den Arial Award gewann, nachdem sie im Film „Había Una Vez Una Estrella“ 1991 mitgespielt hatte. Im selben Jahr gewann sie den Gold Palm Award für ihre junge Schauspielkarriere.
Ihren Durchbruch schaffte sie 2004 in der Telenovela Rebelde, einem mexikanischen Remake der Serie Rebelde Way, als Mia Collucci und in der dazugehörigen Band RBD. Die Band veröffentlichte im Jahr 2009 ihre letzte CD und ihre letzte DVD.

## Diskografie

### Studioalben
- 1992 Anahí
- 1995 ¿Hoy es Mañana?
- 1997 Anclado en mi corazón
- 2000 Baby Blue
- 2009 Mi Delirio

### Kompilationen
- 2005 Antología
- 2006 Una Rebelde en Solitario
- 2007 Antes de ser rebelde

### EPs
- 2010 Alérgico (Fan Edition) – EP

### Singleauskopplungen
- 1996: Descontrolándote
- 1996: Corazón de bombón
- 1996: Por volverte a ver
- 1996: No me comparen
- 1997: Anclado en mi corazón
- 1997: Escándalo
- 1997: Salsa reggae
- 2000: Primer amor
- 2001: Superenamorándome
- 2001: Juntos (mit Kuno Becker)
- 2001: Desesperadamente sola
- 2001: Tu amor cayó del cielo
- 2009: Mi delirio
- 2010: Quiero
- 2010: Me hipnotizas
- 2010: Alérgico (mit Renne) / (mit Noel Schajris)
- 2011: Para Qué
- 2011: Dividida
- 2011: Click
- 2013: Absurda

### Chartplatzierungen als Gastmusikerin
- 2009: «El regalo más grande» (mit Dulce María y Tiziano Ferro)
- 2011: «Libertad» (mit Christian Chávez)
- 2011: «Click» (mit Brian Amadeus y Ale Sergi)
- 2011: «Rendirme en tu amor» (mit Carlos Ponce)

## Diskografie mit RBD

### Spanische Studioalben
- 2004: Rebelde
- 2005: Nuestro Amor
- 2006: Celestial
- 2007: Empezar Desde Cero
- 2009: Para Olvidarte de Mi

### Portugiesische Studioalben
- 2005: Rebelde (Edição Brasil)
- 2006: Nosso Amor Rebelde
- 2006: Celestial (Versão Brasil)

### Englische Studioalben
- 2006: Rebels

### Live-Alben, DVDs
- 2005: Tour Generación RBD En Vivo, CD-DVD
- 2006: Live In Hollywood, CD-DVD
- 2007: Live In Rio
- 2007: Hecho En España, CD-DVD
- 2009: Live In Brasília
- 2009: Tournée Do Adeus

### Rebelde-DVDs
- 2006: Rebelde: Primera Temporada
- 2007: Rebelde: Segunda Temporada
- 2007: Rebelde: Tercera Temporada

### Compilations
- 2006: ¿Que Hay Detrás de RBD?
- 2008: Best Of RBD
- 2009: Así Es RBD
- Auf dem Album Los Benjamins von Luny Tunes & Tainy (2006) ist RBD mit dem Song Lento vertreten.

### Soundtrack
- 2007: RBD: La Familia

## Schauspielkarriere

### Telenovelas
- 1989 – Carrusel
- 1991 – La pícara soñadora
- 1991 – Madres egoístas
- 1991 – Muchachitas
- 1992 – Ángeles sin paraíso
- 1995 – Alondra
- 1996 – Tú y yo
- 1997 – Mi pequeña traviesa Samantha
- 1998 – Vivo por Elena Talita
- 1998 – Gotita de amor Nuria
- 1999 – El diario de Daniela
- 1999 – Mujeres engañadas
- 2000 – Locura de amor(cameo)
- 2000 – Primer amor
- 2002 – Clase 406
- 2004 – Rebelde
- 2007 – Lola, érase una vez
- 2011 – Dos hogares

### Filme
- 1989 – Asesinato a sangre fría
- 1989 – Había una vez una estrella
- 1991 – Nacidos para morir
- 1992 – El ganador
- 1992 – No me defiendas compadre
- 1999 – Inesperado amor

### Fernsehserien
- 1985 – Chiquilladas
- 1989 – Super Ondas
- 1989 – Hora Marcada
- 1993 – Papá Soltero
- 1996 – Mujer, Casos De La Vida Real
- 1998 – Una Pura y Dos Con Sal
- 2004 – Adicción R
- 2007 – Skimo
- 2007 – RBD: La Familia
- 2008 – Always Contigo